# Share Eternity
Share Eternity ist das Debütalbum der Van Dooren Sisters und ist 2006 bei Gerth Medien erschienen. Es wurde fast ausschließlich von Debby van Dooren produziert.

## Musik
Die Melodien stammen fast ausnahmslos von Sängerin und Produzentin Debby van Dooren. Es handelt sich um eine Mischung aus Soul, Pop und R&B, der an die frühen Jahre der No Angels oder an Destiny’s Child erinnert.
Die Texte sind auf Englisch, obgleich mittlerweile auch halb deutsche Aufnahmen existieren und stammen von Naomi, Debbie und Miriam van Dooren. Sie behandeln, wie man es von den Van Dooren Sisters gewöhnt ist Themen wie Liebe, Glaube, Freundschaft und Vergebung.

## Titelliste
1. Intro Share Eternity
2. Promise
3. Put Your Head High
4. Not Anymore
5. Shaken
6. Share Eternity
7. Right Here
8. Lalaey
9. Trust You
10. Como tu (a cappella)
11. Brand New Heart
12. Learn to Say No
13. Until That Day
14. Love It
15. Daddy Song
16. Prince of Peace

Bonus: Shake (Musikvideo)

## Kritik
„Sechzehn Lieder, die man so nicht aus der christlichen Musikszene Deutschlands gewohnt ist. Die fünf Schwestern mit dem Nachnamen Van Dooren machen soulig-poppigen R'n'B. Ihr Verlag vergleicht sie mit Destiny's Child und Sugababes, doch ist ihr Sound braver und erinnert mehr an Out of Eden, Brandy und Stacie Orrico. Ihre recht ähnlichen Stimmen machen ein Auseinanderhalten schwer, doch schaffen sie einen wie aus einem Guss klingenden fünfstimmigen. [...] In manchen Songs hätte den Arrangements etwas mehr offensiver Pepp nicht geschadet, doch beeindrucken die fünf Deutschamerikanerinnen mit großartigen Stimmen, selbstverfassten und -arrangierten Songs und einer authentischen Art, die vor allem weiblichen Hörern zusagen dürfte.“

„5 Schwestern deutsch-amerikanischer Eltern mit Musik im Blut veröffentlichen ihren ersten Longplayer "Share Eternity", ein Album voller natürlicher Stimmen, temperamentvoll und einfühlsam. Einfach Soul im 5er Powerpack.“